# Motagua
Le Motagua est un fleuve du Guatemala. Long de 486 kilomètres, il prend sa source au centre du pays, au nord-est de Guatemala Ciudad et coule vers l'est pour se jeter dans le golfe du Honduras. Les derniers kilomètres du fleuve constituent la frontière entre le Guatemala et le Honduras.
Le fleuve est massivement soumis à la pollution. Selon les estimations du ministère de l’environnement du Guatemala, le fleuve transporte ainsi près de 8 500 tonnes de déchets chaque année – un nombre considéré comme sous-estimé par les ONG. Un important préjudice pour les populations environnantes et pour la biodiversité. Devant l'absence de réaction des autorités guatémaltèques, le Honduras a menacé en 2022 de porter l’affaire devant la Cour interaméricaine des droits de l'homme, avant d'y renoncer.